# Ceratomia
Genre
Le genre Ceratomia regroupe des lépidoptères (papillons) de la famille des Sphingidae, de la sous-famille des Sphinginae, de la tribu des Sphingini.
Les espèces de ce genre se rencontrent en Amérique du Nord.

## Systématique
- Le genre Ceratomia a été décrit pour l'entomologiste américain en Thaddeus William Harris en 1839[1].
- L'espèce type pour le genre est Ceratomia amyntor (Geyer, 1835).

## Synonymie
- Daremma Walker, 1856[2]
- Isogramma Rothschild & Jordan, 1903[3]
- Autogramma Jordan, 1946[4]

### Liste des espèces
- Ceratomia amyntor (Geyer, 1835); Espèce type pour le genre
- Ceratomia catalpae (Boisduval, 1875)
- Ceratomia hageni Grote, 1874
- Ceratomia hoffmanni Mooser, 1942
- Ceratomia igualana (Schaus, 1932)
- Ceratomia sonorensis Hodges, 1971
- Ceratomia undulosa (Walker, 1856)

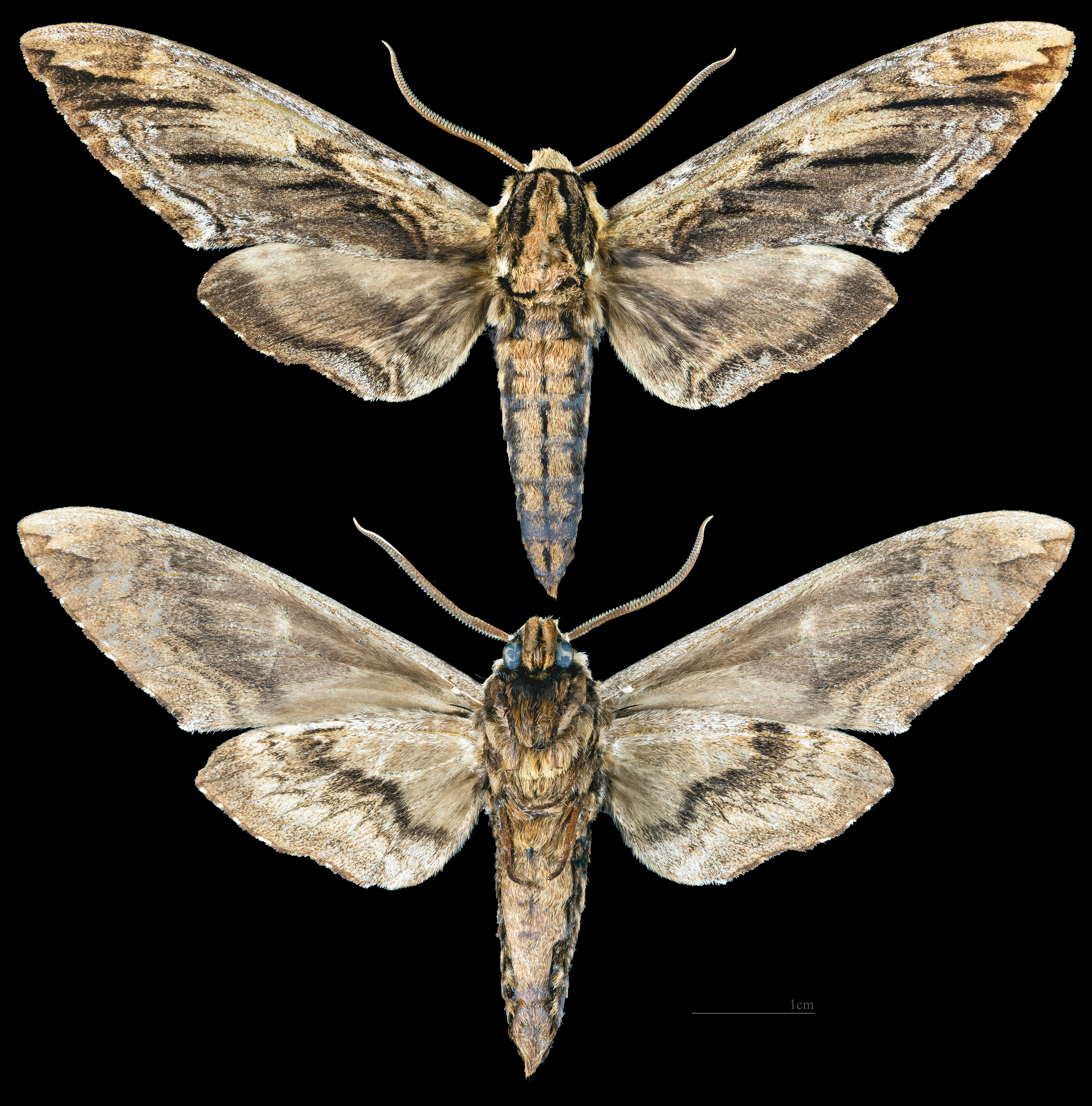
Ceratomia amyntor
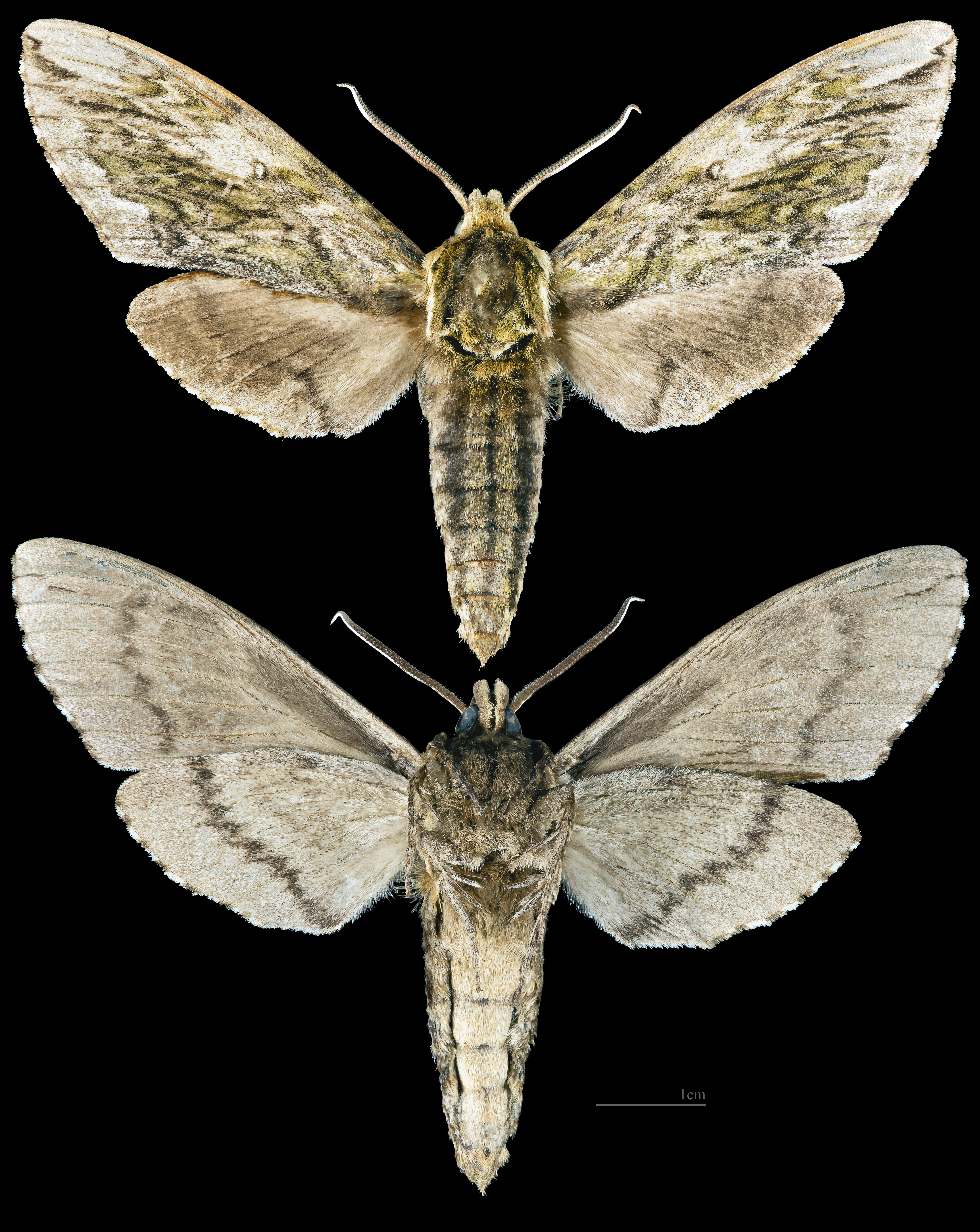
Ceratomia hageni
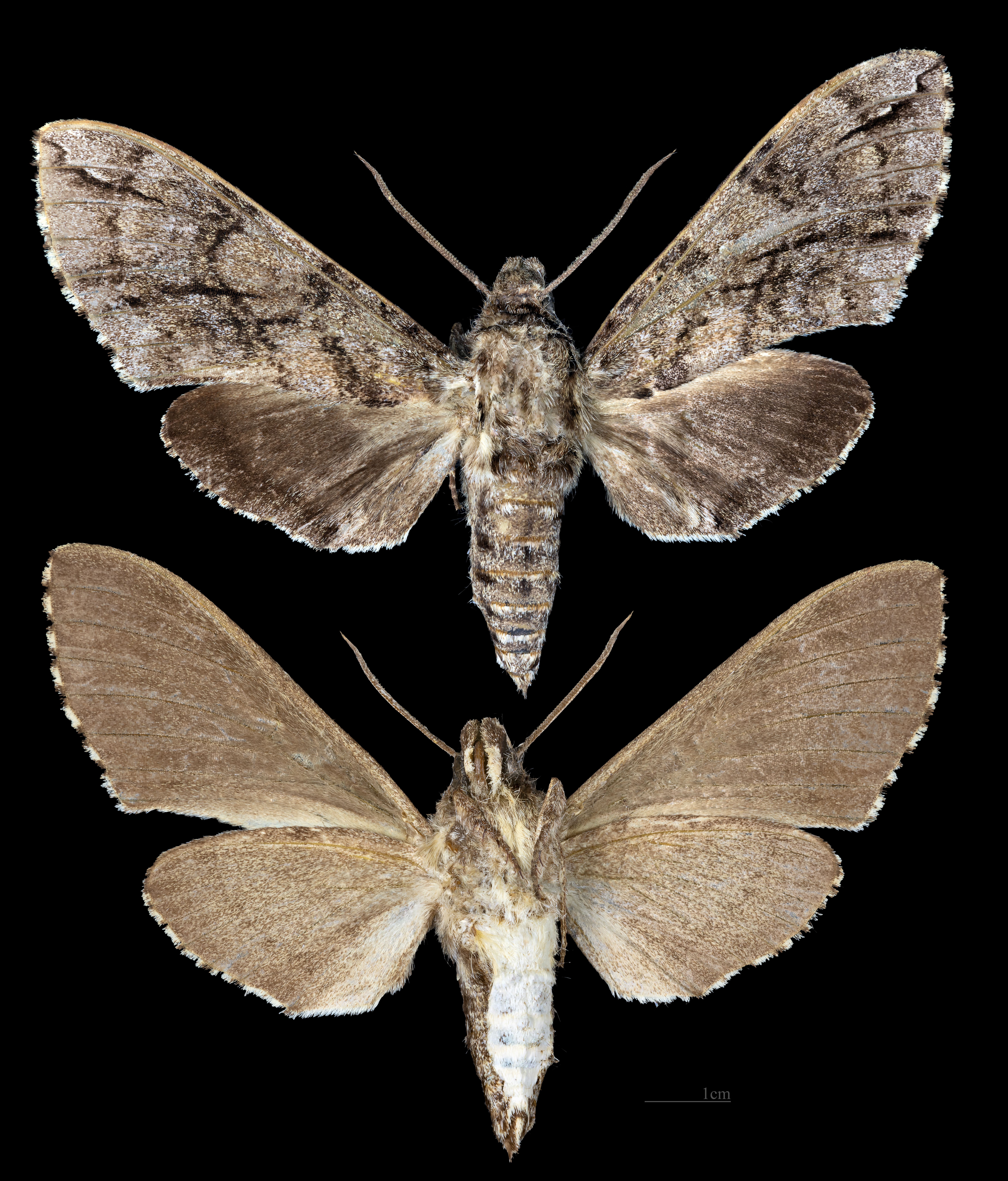
Ceratomia igualana
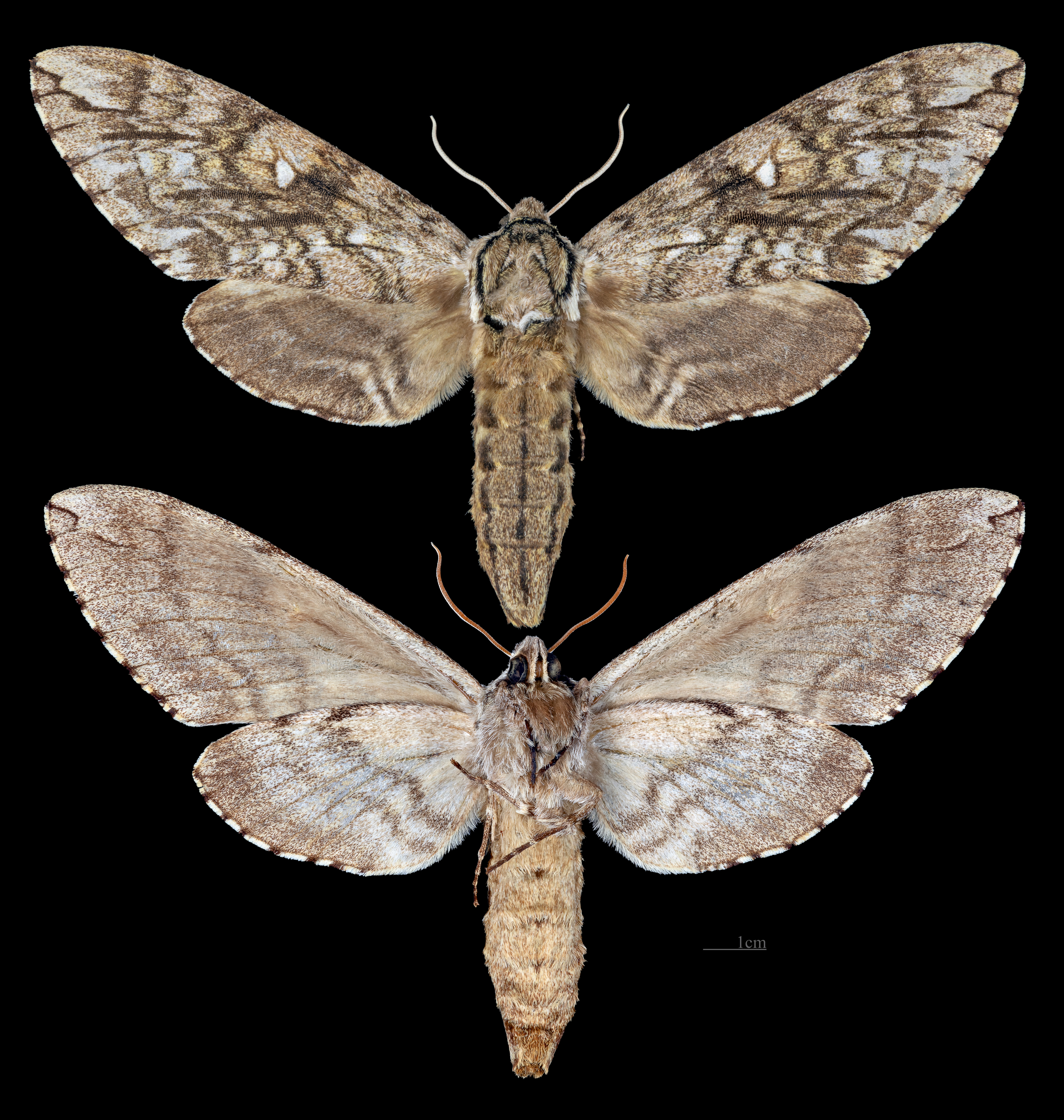
Ceratomia undulosa
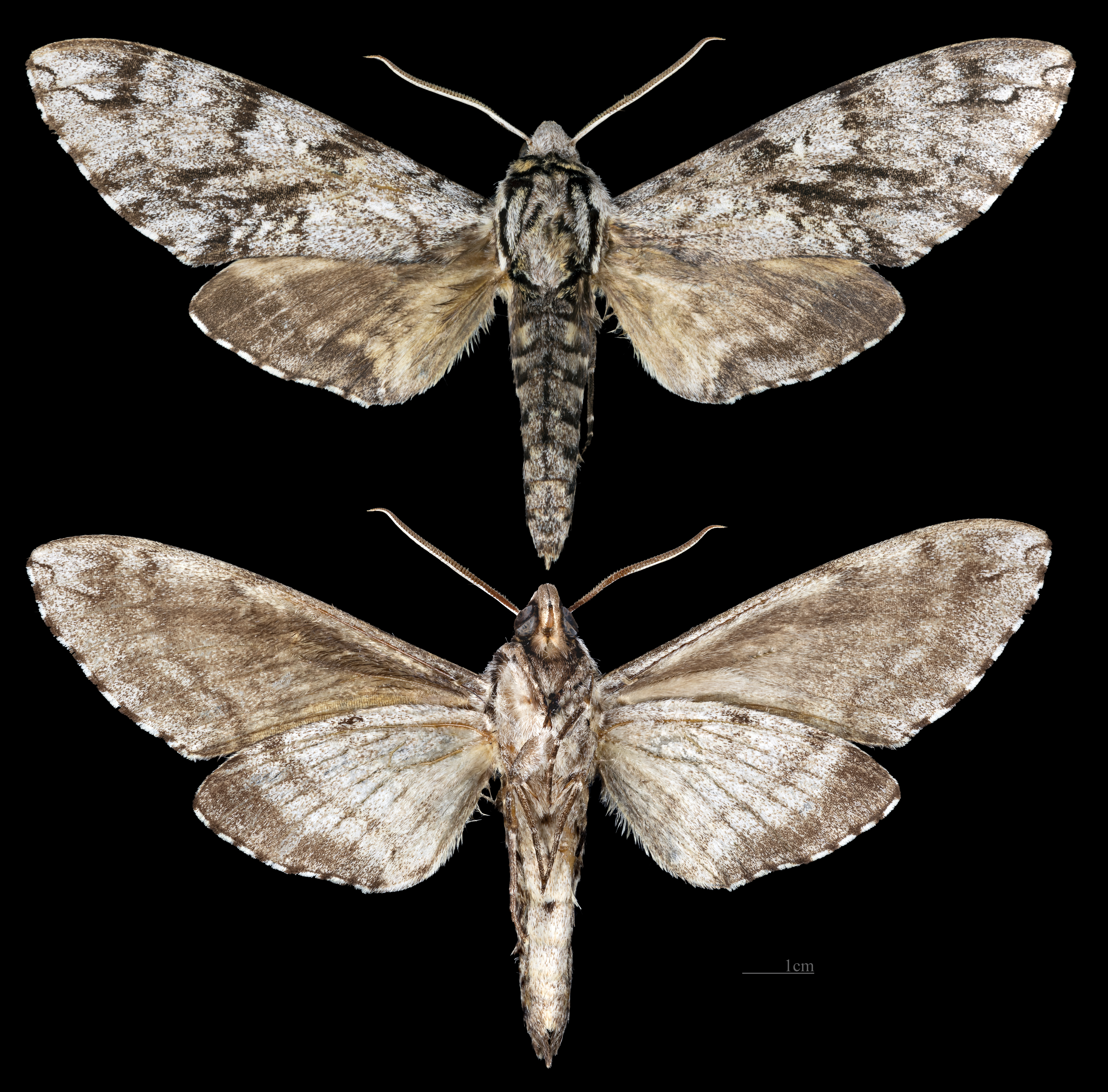
Ceratomia sonorensis